# Sandracottus bakewellii
Sandracottus bakewellii är en skalbaggsart som först beskrevs av Clark 1864.  Sandracottus bakewellii ingår i släktet Sandracottus och familjen dykare. Inga underarter finns listade i Catalogue of Life.